# Vera Kouznetsova
Pour les articles homonymes, voir Kouznetsova.
Vera Kouznetsova, née Vera Andreïevna Sdobnikova (en russe : Вера Андреевна Сдобникова) à Saratov le 6 octobre 1907 et morte à Saint-Pétersbourg le 1er décembre 1994 , est une actrice soviétique, Artiste émérite de la République socialiste fédérative soviétique de Russie (1976).

## Biographie
Vera Sdobnikova naît dans la famille de six enfants d'Andreï Sdobnikov, décorateur de théâtre à Saratov. Sa mère, femme au foyer, meurt en 1918, alors que Véra n'a que onze ans. Elle est scolarisée à Saratov et fréquente à partir de 1923 un atelier d'art dramatique après l'école. Après la mort du père en 1925, elle part s'installer à Léningrad chez sa sœur. Elle y suit une formation théâtrale proposée par le Proletkoult et se produit sur scène à partir de 1928. En 1933, avec une vingtaine de jeune acteurs elle participe au spectacle L'Argent fou (Alexandre Ostrovski) adapté par l'un des élèves de Vsevolod Meyerhold Isaak Kroll. Ce sera le début du Nouveau théâtre qui sera ensuite renommé en Théâtre Lensoviet. Kouznetsova fera partie de la troupe jusqu'en 1973. Elle joue son premier rôle au cinéma dans la Une grande famille de Iossif Kheifitz qui reçoit le prix d'interprétation collectif au Festival de Cannes 1955. Dix ans plus tard, elle sera honorée du prix spécial pour le rôle dans Il était une fois un vieux et une vieille au Festival de Cannes 1965.
De 1971 à 1994, Vera Kouznetsova est actrice de Lenfilm.
Elle est enterrée au cimetière Bolcheokhtinskoïe (ru) dans le district de Krasnogvardeïski de Saint-Pétersbourg.

## Vie privée
En 1927, Vera Sdobnikova se marie avec l'acteur Anatoli Ivanovitch Kouznetsov (1905-1954) dont elle porte le nom de famille. Ensemble, ils ont deux fils, Vsevolov (1928-2003) et Youri (1945-1984). Vsevolod Kouznetsov devient acteur du Théâtre Tovstonogov et joue dans une trentaine de films.

## Filmographie partielle
- 1954 : Une grande famille de Iossif Kheifitz : Agafya Karpovna Zhubrina
- 1963 : Vsio ostaiotsia lioudiam (Всё остаётся людям) de Gueorgui Natanson : Anna Pavlovna
- 1964 : Il était une fois un vieux et une vieille de Grigori Tchoukhraï : la vieille femme
- 1971 : Dauria de Viktor Tregoubovitch
- 1972 : Le Domptage de feu de Daniil Khrabrovitski : mère d'Andreï Bachkirtsev
- 1976 : Esclave de l'amour (Раба любви) de Nikita Mikhalkov : Liubov Andreevna
- 1976 : Deux capitaines de Evgueni Karelov